# LDMOS
En LDMOS-transistor (akronym for laterally diffused metal oxide semiconductor) er en effekt-MOSFET-transistor variant, der anvendes i mikrobølge/RF-effektforstærkere. LDMOS-transistorer bliver ofte fabrikeret på p/p+ silicium epitaxial lag. Fabrikationen af LDMOS enheder omfatter mest forskellige ion-implantationer og efterfølgende mekanisk spændingsudligningscykler.
Silicium-baserede LDMOS FETs er bredt anvendt i RF-effektforstærkere for basisstationer grundet kravet om høj udgangseffekt med en korresponderende drain-til-source breakdown-spænding der sædvanligvis er højere end 60 volt. Sammenlignet med andre enheder såsom GaAs FETs, har LDMOS lavere Ft.
Producenter af LDMOS-enheder og LDMOS teknologier omfatter TSMC, LFoundry, Tower Semiconductor, GlobalFoundries, Vanguard International Semiconductor Corporation, STMicroelectronics, Infineon Technologies, RFMD, Freescale Semiconductor, NXP Semiconductors, SMIC, MK Semiconductors, Polyfet og Ampleon.
RF-effektforstærkere baseret på en enkelt LDMOS-enhed lider af relativ lav effektivitet når anvendt i 3G og 4G (LTE) netværk, grundet til den høje spids-til-middel-effekt af modulationstyperne; CDMA og OFDMA access teknikker, anvendt i disse kommunikationssystemer. Effektiviteten af LDMOS effektforstærkere kan øges ved at anvende typiske effektivitetsforbedrende teknikker, fx Doherty topologier eller envelope-tracking.